# Kiels voetbalkampioenschap 1905/06
In 1905/06 werd het tweede Kiels voetbalkampioenschap gespeeld, dat georganiseerd werd door de Kielse voetbalbond. Door interne strubbelingen in de bond en het feit dat vijf leden de bond verlieten was het seizoen 1904/05 in het water gevallen en werden er enkel vriendschappelijke wedstrijden gespeeld. Holstein Kiel werd kampioen en plaatste zich voor de eerste editie van de Noord-Duitse eindronde. Na een 10-1-overwinning op Rostocker FC 1895 verloor de club in de halve finale van Victoria Hamburg.

## Eindstand
| Plaats | Club                    | Wed. | W | G | V | Saldo | Ptn  |
| ------ | ----------------------- | ---- | - | - | - | ----- | ---- |
| 1.     | Kieler FC Holstein 1902 | 6    | 6 | 0 | 0 | 25:4  | 12:0 |
| 2.     | FC Borussia 03 Gaarden  | 6    | 2 | 1 | 3 | 15:14 | 5:7  |
| 3.     | 1. Kieler FV 1900       | 6    | 1 | 2 | 3 | 10:22 | 4:8  |
| 4.     | FC Kilia Kiel           | 6    | 1 | 1 | 4 | 7:17  | 3:9  |

|  | Kampioen |